# Melica bocquetii
Melica bocquetii là một loài thực vật có hoa trong họ Hòa thảo. Loài này được Talavera mô tả khoa học đầu tiên năm 1986.